# Fernando David Luna
Fernando David Luna (Ramallo, Buenos Aires; 19 de enero de 1990) es un futbolista argentino. Juega de delantero y su equipo actual es Ferro Carril Oeste de General Pico, equipo del Torneo Federal A.

## Trayectoria

### Inicios
Luna comenzó jugando en las inferiores de Quilmes hasta la sexta división, cuando fue vendido por 80 mil dólares.
En 2011 llegó a Defensores de Belgrano de Villa Ramallo. En 2012 jugó en Social Ramallo y Américo Tesorieri, y en 2013 participó con las camisetas de Atlético Uruguay y La Emilia.

### Villa Dálmine
En 2013, Luna se convirtió en refuerzo de Villa Dálmine, equipo de la Primera B Metropolitana. Debutó el 2 de agosto en la derrota 1-0 frente a Comunicaciones. Convirtió su primer gol días más tarde en otra derrota, esta vez 2-1 contra Deportivo Armenio.

### Tristán Suárez
Fernando Luna se convirtió en refuerzo de Tristán Suárez en 2014. Debutó el 25 de agosto contra Estudiantes de Buenos Aires, ingresando a falta de 22 minutos por Elvio Fredrich en lo que fue empate a 0 contra el Pincha de Caseros.
En el Lechero jugó un total 28 partidos y convirtió 3 goles, en un total de 2 temporadas.

### Arsenal
Luna llegó por primera vez a un equipo de Primera División y este fue Arsenal. En el equipo de Sarandí también logró jugar por primera vez un torneo internacional: el 27 de agosto de 2015 frente a Independiente por la Copa Sudamericana.
Durante el año que estuvo en el club, el ramallense disputó 17 partidos y convirtió 2 goles.

### Atlético de Rafaela
Luna llegó como refuerzo de Atlético de Rafaela para la temporada 2016-17. Tuvo una actuación destacada en la Crema juntó a Gabriel Gudiño, disputando 29 partidos y convirtiendo 5 goles. Lamentablemente, su buen pasar no logró evitar el descenso a la Primera B Nacional.

### Emelec
En 2017 viajó hacia Ecuador para tener su primer experiencia en el extranjero. Llegó a Emelec, uno de los equipos más importantes del país. Jugó por primera vez la Copa Libertadores contra equipos como San Lorenzo, River Plate y Flamengo, entre otros. En su primera temporada conquistó la Serie A de Ecuador.
Durante los 3 años de estadía en Ecuador, el argentino jugó en 62 oportunidades y convirtió 7 tantos.

### Patronato
Luna volvió al país tras casi 3 años para jugar en Patronato. Debutó el 3 de febrero en el empate a 2 contra Arsenal, ingresando en el comienzo del segundo tiempo por Dardo Miloc.

### Quilmes
En 2021, tras 14 años, Luna vuelve a Quilmes. Llega a préstamo por un año con opción de compra.

## Estadísticas

### Clubes
| Defensores de Belgrano (VR) Argentina | 4.ª                 | 2010-11             | 13  | 4  | -  | - | -  | - | 13  | 4  | 0.31 |
| Defensores de Belgrano (VR) Argentina | 3.ª                 | 2011-12             | 1   | 0  | 0  | 0 | -  | - | 1   | 0  | 0    |
| Defensores de Belgrano (VR) Argentina | Total club          | Total club          | 14  | 4  | 0  | 0 | -  | - | 14  | 4  | 0.29 |
| Américo Tesorieri Argentina | 4.ª                 | 2012-13             | 7   | 0  | 0  | 0 | -  | - | 7   | 0  | 0    |
| Américo Tesorieri Argentina | Total club          | Total club          | 7   | 0  | 0  | 0 | -  | - | 7   | 0  | 0    |
| Atlético Uruguay Argentina | 4.ª                 | 2012-13             | 9   | 1  | -  | - | -  | - | 9   | 1  | 0.11 |
| Atlético Uruguay Argentina | Total club          | Total club          | 9   | 1  | -  | - | -  | - | 9   | 1  | 0.11 |
| Villa Dálmine Argentina | 3.ª                 | 2013-14             | 11  | 1  | 0  | 0 | -  | - | 11  | 1  | 0.09 |
| Villa Dálmine Argentina | Total club          | Total club          | 11  | 1  | 0  | 0 | -  | - | 11  | 1  | 0.09 |
| Tristán Suárez Argentina | 3.ª                 | 2014                | 16  | 2  | -  | - | -  | - | 16  | 2  | 0.13 |
| Tristán Suárez Argentina | 3.ª                 | 2015                | 11  | 1  | 1  | 0 | -  | - | 12  | 1  | 0.08 |
| Tristán Suárez Argentina | Total club          | Total club          | 27  | 3  | 1  | 0 | -  | - | 28  | 3  | 0.11 |
| Arsenal Argentina | 1.ª                 | 2015                | 4   | 1  | -  | - | 1  | 0 | 5   | 1  | 0.2  |
| Arsenal Argentina | 1.ª                 | 2016                | 11  | 1  | 1  | 0 | -  | - | 12  | 1  | 0.08 |
| Arsenal Argentina | Total club          | Total club          | 15  | 2  | 1  | 0 | 1  | 0 | 17  | 2  | 0.12 |
| Atlético de Rafaela Argentina | 1.ª                 | 2016-17             | 28  | 5  | 1  | 0 | -  | - | 29  | 5  | 0.17 |
| Atlético de Rafaela Argentina | Total club          | Total club          | 28  | 5  | 1  | 0 | -  | - | 29  | 5  | 0.17 |
| Emelec · Ecuador | 1.ª                 | 2017                | 18  | 3  | -  | - | 2  | 0 | 20  | 3  | 0.17 |
| Emelec · Ecuador | 1.ª                 | 2018                | 28  | 4  | -  | - | 6  | 0 | 34  | 4  | 0.12 |
| Emelec · Ecuador | 1.ª                 | 2019                | 7   | 0  | 3  | 0 | 1  | 0 | 11  | 0  | 0    |
| Emelec · Ecuador | Total club          | Total club          | 53  | 7  | 3  | 0 | 9  | 0 | 65  | 7  | 0.11 |
| Patronato Argentina | 1.ª                 | 2019-20             | 6   | 0  | 0  | 0 | -  | - | 6   | 0  | 0    |
| Patronato Argentina | 1.ª                 | 2020                | -   | -  | 6  | 0 | -  | - | 6   | 0  | 0    |
| Patronato Argentina | Total club          | Total club          | 6   | 0  | 6  | 0 | -  | - | 12  | 0  | 0    |
| Quilmes Argentina | 2.ª                 | 2021                | 6   | 0  | -  | - | -  | - | 6   | 0  | 0    |
| Quilmes Argentina | Total club          | Total club          | 6   | 0  | -  | - | -  | - | 6   | 0  | 0    |
| Independiente Rivadavia Argentina | 2.ª                 | 2022                | 21  | 2  | 1  | 0 | -  | - | 22  | 2  | 0.09 |
| Independiente Rivadavia Argentina | Total club          | Total club          | 21  | 2  | 1  | 0 | -  | - | 22  | 2  | 0.09 |
| Atlético Palmaflor · Bolivia | 1.ª                 | 2023                | 20  | 5  | 6  | 0 | 1  | 0 | 27  | 5  | 0.19 |
| Atlético Palmaflor · Bolivia | Total club          | Total club          | 20  | 5  | 6  | 0 | 1  | 0 | 27  | 5  | 0.19 |
| Ferro Carril Oeste (GP) Argentina | 3.ª                 | 2024                | 3   | 0  | -  | - | -  | - | 3   | 0  | 0    |
| Ferro Carril Oeste (GP) Argentina | Total club          | Total club          | 3   | 0  | -  | - | -  | - | 3   | 0  | 0    |
| Total en su carrera | Total en su carrera | Total en su carrera | 220 | 30 | 19 | 0 | 11 | 0 | 250 | 30 | 0.12 |
| (1) Las copas nacionales se refiere a la Copa Argentina, a la Copa de la Superliga Argentina, a la Copa de la Liga Profesional, a la Copa Ecuador y a la Copa de la División Profesional. (2) Las copas internacionales se refiere a la Copa Libertadores y a la Copa Sudamericana. (3) Media de goles por encuentro. No incluye goles en partidos amistosos. |                     |                     |     |    |    |   |    |   |     |    |      |